# PAL
PAL(Phase Alternating Line)은 아날로그 텔레비전용 색상 인코딩 시스템이다. NTSC 및 SÉCAM과 함께 세 가지 주요 아날로그 컬러 텔레비전 표준 중 하나였다. 대부분의 국가에서 초당 625라인, 50필드(25프레임)로 방송되었으며, CCIR 시스템 B, CCIR 시스템 D, CCIR 시스템 G, CCIR 시스템 H, CCIR 시스템 I 또는 CCIR 시스템 K와 같은 CCIR 아날로그 텔레비전 방송 시스템과 관련이 있다. 아날로그 텔레비전 방송 시스템에 대한 문서는 프레임 레이트, 해상도 및 오디오 변조에 대해 더 자세히 설명한다.
PAL 비디오는 컴포지트 비디오인데, 이는 휘도 (흑백 이미지)와 색차 (흑백 이미지에 적용된 색상)가 하나의 신호로 함께 전송되기 때문이다. 이 표준의 후기 진화인 PALplus는 수직 해상도 손실 없이 와이드스크린 방송을 지원하면서 기존 세트와의 호환성을 유지했다. PAL을 사용하는 거의 모든 국가들은 현재 전환 과정에 있거나 이미 전송 표준을 DVB, ISDB 또는 디지털 지상파 멀티미디어 방송으로 전환했다. PAL 명칭은 일부 비방송 상황, 특히 콘솔 비디오 게임과 관련하여 계속 사용된다.

## 지리적 범위
PAL은 대부분의 유럽 국가, 남아프리카 공화국을 포함한 여러 아프리카 국가, 아르헨티나, 브라질, 파라과이, 우루과이 및 대부분의 아시아 태평양 (중동 및 남아시아 포함)에서 채택되었다. 이들 지역 중 PAL을 채택하지 않은 국가들은 프랑스, 프랑스어권 아프리카, 몇몇 구-소련 국가, 일본, 대한민국, 라이베리아, 미얀마, 필리핀, 중화민국이었다.

### PAL 지역
가정용 비디오 출시와 이후 디지털 소스(예: DVD 비디오)의 도입으로, "PAL"이라는 이름은 완전히 다른 색상 인코딩 시스템을 사용하더라도 디지털 형식을 지칭하는 데 사용될 수 있다. 예를 들어, 576i (576i 라인) 디지털 비디오는 YCbCr로 색상이 인코딩되어 기존 PAL 장치와 역호환되며 쉽게 표시될 수 있도록 "PAL"이라고 언급되는 경우가 많다(예: "PAL DVD"). 마찬가지로, 50Hz 신호를 출력하는 비디오 게임 콘솔은 NTSC 기기의 60Hz와 대조적으로 "PAL"이라고 표시될 수 있다. 이러한 명칭은 아날로그 색상 시스템 자체와 혼동해서는 안 된다.

## 역사
1950년대에 서유럽 국가들은 컬러 텔레비전을 도입할 계획을 세우기 시작했고, NTSC 표준이 좋지 않은 전송 조건에서 색상 톤 변화를 포함한 여러 약점을 보여주었으며, 이는 유럽의 지리적 및 기상 특성을 고려할 때 주요 문제가 되었다는 사실에 직면했다. NTSC의 단점을 극복하기 위해 대안 표준이 고안되었고, 그 결과 PAL 및 SECAM 표준이 개발되었다. 목표는 유럽의 초당 50 필드 (50 헤르츠)의 화면 주파수를 위한 컬러 TV 표준을 제공하고 NTSC의 문제점을 제거하는 방법을 찾는 것이었다.
PAL은 서독 하노버의 텔레풍켄에서 발터 브루흐가 게르하르트 말러의 중요한 기여를 받아 개발했다. 이 형식은 1962년 12월 텔레풍켄에 의해 발명가로 브루흐를 지칭하며 특허를 받았고, 1963년 1월 3일 유럽 방송 연맹 (EBU) 회원들에게 공개되었다. 이 시스템이 "브루흐"가 아닌 "PAL"로 명명된 이유를 묻자, 발명가는 "브루흐 시스템"은 아마 잘 팔리지 않았을 것이라고 대답했다 ("Bruch"는 독일어로 "파손"을 의미한다).
첫 방송은 1967년 7월 영국에서 시작되었고, 이어서 8월 25일 베를린 IFA에서 서독이 시작했다. 처음에 방송 표준을 사용한 BBC 채널은 BBC Two로, 1964년에 "625라인"을 도입한 최초의 영국 TV 서비스였다. 네덜란드와 스위스는 1968년까지 PAL 방송을 시작했으며, 오스트리아는 그 다음 해에 뒤따랐다.
텔레풍켄 PAL컬러 708T는 최초의 PAL 상업용 TV 세트였다. 이어서 뢰베-Farbfernseher S 920 및 F 900이 출시되었다.
텔레풍켄은 나중에 프랑스 전자제품 제조업체 톰슨에 인수되었다. 톰슨은 또한 앙리 드 프랑스가 유럽 최초의 컬러 텔레비전 유럽 표준인 SECAM을 개발한 콤파니 제네랄 드 텔레비전을 인수했다. 현재 테크니컬러 SA라고 불리는 톰슨은 RCA 브랜드도 소유하고 있으며 다른 회사들에게 라이선스를 부여한다. 이 브랜드의 원천인 Radio Corporation of America는 톰슨이 관여하기 전에 NTSC 컬러 TV 표준을 만들었다.
이탈리아에서는 처음에 인데시트가 SEIMART와 협력하여 자체 표준인 ISA(Identificazione a soppressione alternata)를 개발하려고 시도했다. 그러나 이 표준은 매우 흥미로운 기술적 및 품질적 특성을 가졌지만 너무 늦게 출시되었고, 결국 채택되었더라면 심각한 정치적, 경제적 결과를 초래했을 것이므로 1975년에 PAL로 전환되었다.
소련은 PAL과 SECAM의 개념을 혼합한 두 가지 추가 시스템인 TRIPAL과 NIIR을 개발했지만, 테스트 단계 이상으로 나아가지는 못했다.
1993년에 기존 텔레비전 수신기와 호환성을 유지하면서 16:9 화면비 방송을 허용하여 형식을 개선하고 향상시키는 것을 목표로 하는 PAL의 진화된 형태가 도입되었다. PALplus로 명명된 이 표준은 ITU 권고 BT.1197-1에 의해 정의되었다. 이는 도르트문트 대학교 (독일)에서 독일 지상파 방송사 및 유럽 및 일본 제조업체와의 협력을 통해 개발되었다. 채택은 유럽 국가로 제한되었다.
디지털 방송 및 신호 소스(예: DVD, 게임 콘솔)의 도입과 함께, PAL이라는 용어는 일반적으로 625라인/50Hz 텔레비전 시스템을 지칭하기 위해 부정확하게 사용되었으며, 525라인/60Hz 시스템(일반적으로 NTSC와 함께 사용됨)과 구별하기 위함이었다. 예를 들어, DVD는 PAL 또는 NTSC로 표시되었는데(라인 수 및 프레임 레이트 참조), 기술적으로는 디스크에 PAL 또는 NTSC 인코딩 신호가 없었음에도 불구하고 그러했다. 이 장치들은 여전히 아날로그 출력을 가졌으며(예: 컴포지트 비디오 출력), 호환성을 보장하기 위해 디지털 신호(576i 또는 480i)를 아날로그 표준으로 변환했다. CCIR 625/50 및 EIA 525/60은 이러한 (라인 수 및 필드 속도) 표준의 적절한 이름이며, PAL 및 NTSC는 신호의 색상 정보를 인코딩하는 방법이다.

## 색상 디코딩 방식
이 섹션의 "PAL-D", "PAL-N", "PAL-H" 및 "PAL-K" 명칭은 PAL 디코딩 방식을 설명하며 유사한 이름을 가진 방송 시스템과는 관련이 없다.
텔레풍켄 라이선스는 위상 오류를 줄이기 위해 교대 부반송파 위상에 의존하는 모든 디코딩 방식을 포함하며, "지연"을 위한 "PAL-D"와 "새로운" 또는 "색차 잠금"을 위한 "PAL-N"으로 설명되었다.
이는 홀수/짝수 라인 위상 오류를 인간의 눈이 평균화하는 매우 기본적인 PAL 디코더를 제외하며, 1970년대 초 일부 일본 제조업체는 텔레풍켄에 로열티를 지불하지 않기 위해 기본적인 디코딩 시스템을 개발했다. 이러한 변형은 "PAL-S" ("단순" 또는 "Volks-PAL")로 알려져 있으며, 지연선 없이 작동하며 "하노버 바" 효과를 겪는다. 이 솔루션의 예로는 쿠바 Porta Color CK211P 세트가 있다. 다른 솔루션은 1H 아날로그 지연선을 사용하여 홀수 또는 짝수 라인만 디코딩하는 것이었다. 예를 들어, 홀수 라인의 색차는 디코더로 직접 전환되고 지연선에 저장된다. 그런 다음, 짝수 라인에서는 저장된 홀수 라인이 다시 디코딩된다. 이 방법('게이티드 NTSC'로 알려짐)은 1970년대 소니의 트리니트론 세트(KV-1300UB ~ KV-1330UB)에 채택되었으며, "PAL-H"와 "PAL-K"(여러 라인에 걸쳐 평균화)의 두 가지 버전으로 나왔다. 이는 PAL을 NTSC처럼 효과적으로 처리하여 NTSC에 내재된 색상 오류 및 기타 문제를 겪었으며 수동 색상 제어를 추가해야 했다.

## 색상 인코딩

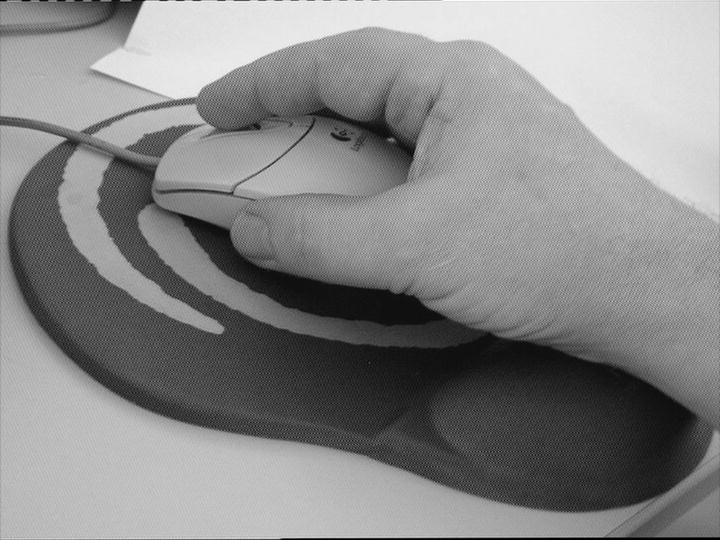
디코딩되지 않은 PAL 이미지로, 크로마 정보가 미세한 패턴 크로마 도트로 루마 신호와 겹쳐져 나타난다 (확대하려면 클릭)

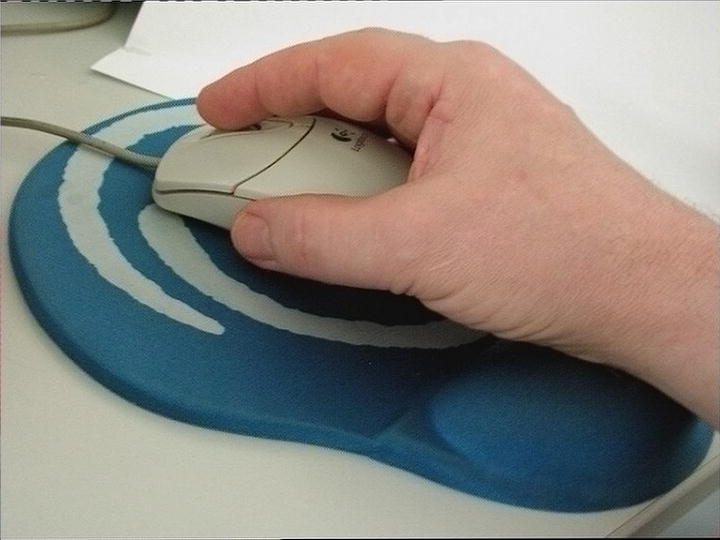
디코딩된 PAL 이미지로, 크로마가 완전히 복구되었다. 전환 영역에 약간의 아티팩트(점 크롤링 참조)가 존재한다 (확대하려면 클릭).

대부분의 PAL 시스템은 Y'UV 색 공간의 변형을 사용하여 색상 정보를 인코딩한다. {\displaystyle Y'}는 흑백 루마 신호로 구성되며, 세 가지 RGB 색상 채널은 두 개의 {\displaystyle U} 및 {\displaystyle V}로 혼합된다.
NTSC와 마찬가지로 PAL은 직교 진폭 변조된 반송파를 사용하여 색차 정보를 루마 비디오 신호에 추가하여 컴포지트 비디오 기저대역 신호를 형성한다. 이 부반송파의 주파수는 PAL 4.43의 경우 4.43361875 MHz이고, NTSC 3.58의 경우 3.579545 MHz이다. 반면에 SECAM 시스템은 두 개의 라인 교대 색상 부반송파인 4.25000 및 4.40625 MHz에서 주파수 변조 방식을 사용한다.
"위상 교대선"이라는 이름은 비디오 신호의 색상 정보 중 일부의 위상이 각 선마다 반전되어 신호 전송의 위상 오류를 자동으로 상쇄시켜 수정하는 방식을 설명하며, 이는 수직 프레임 색상 해상도를 희생한다. NTSC에 비해 색상 위상이 반전된 선은 종종 PAL 또는 위상 교대선이라고 불리며, 이는 약어의 확장 중 하나를 정당화하는 반면, 다른 선은 NTSC 선이라고 불린다. 초기 PAL 수신기는 인간의 눈이 그 상쇄를 수행하도록 의존했지만, 이는 더 큰 위상 오류에서 하노버 바로 알려진 빗살무늬 효과를 초래했다. 따라서 대부분의 수신기는 이제 각 표시선에서 수신된 색상 정보를 저장하는 색차 아날로그 지연선을 사용한다. 그런 다음 이전 선과 현재 선의 색상 정보의 평균이 브라운관을 구동하는 데 사용된다. 그 효과는 위상 오류가 채도 변화를 초래한다는 것인데, 이는 NTSC의 등가 색상 변화보다 덜 거슬린다. 사소한 단점은 수직 색상 해상도가 NTSC 시스템보다 낮다는 것이지만, 인간의 눈 또한 밝기 해상도보다 훨씬 낮은 색상 해상도를 가지고 있으므로 이 효과는 눈에 띄지 않는다. 어쨌든 NTSC, PAL 및 SECAM은 모두 루마 신호에 비해 색차 대역폭(수평 색상 세부 정보)이 크게 줄어든다.

PAL이 적용된 System I 텔레비전 채널의 스펙트럼

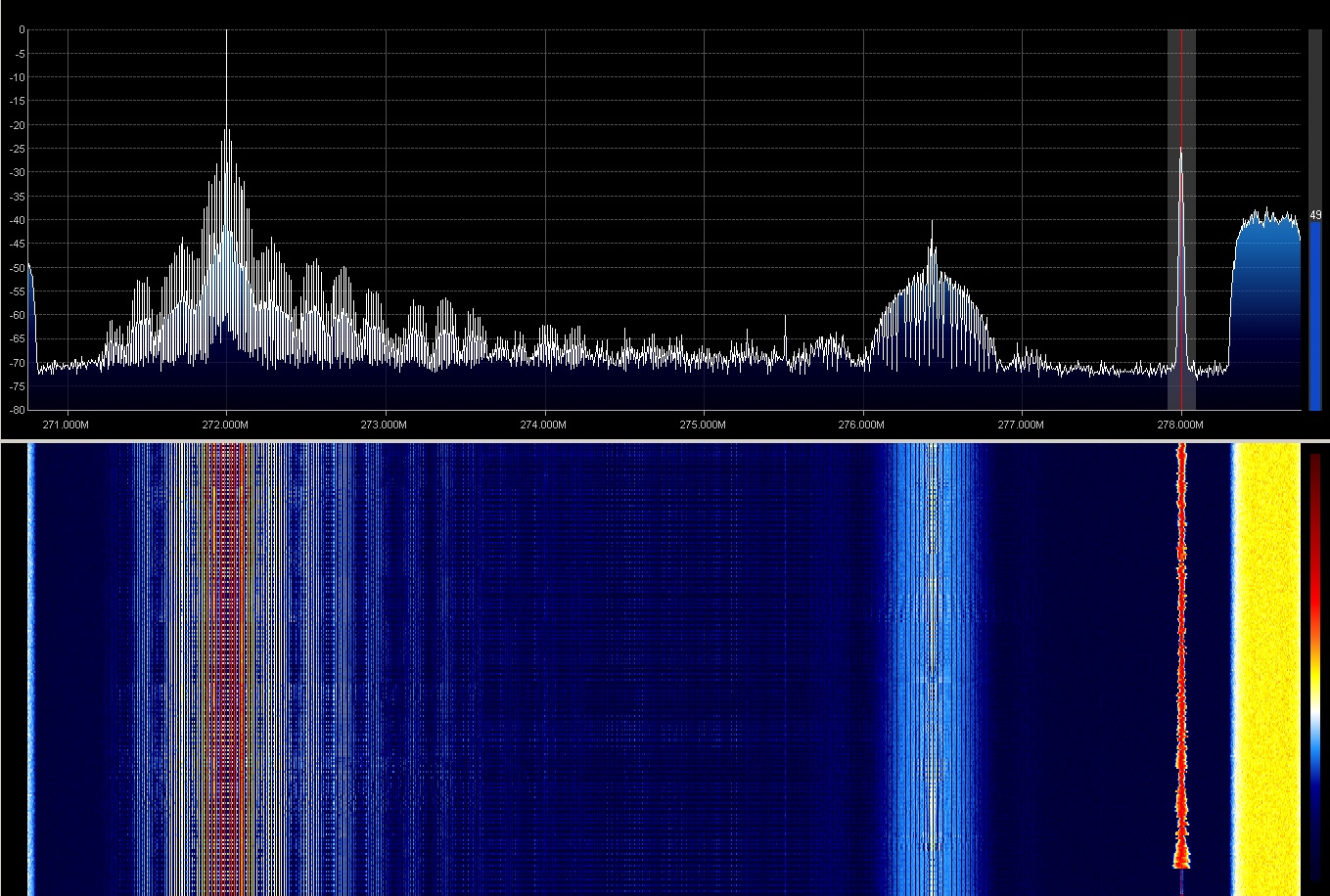
실제 PAL-I 전송의 RF 스펙트로그램 및 폭포수 차트 (NICAM 포함)

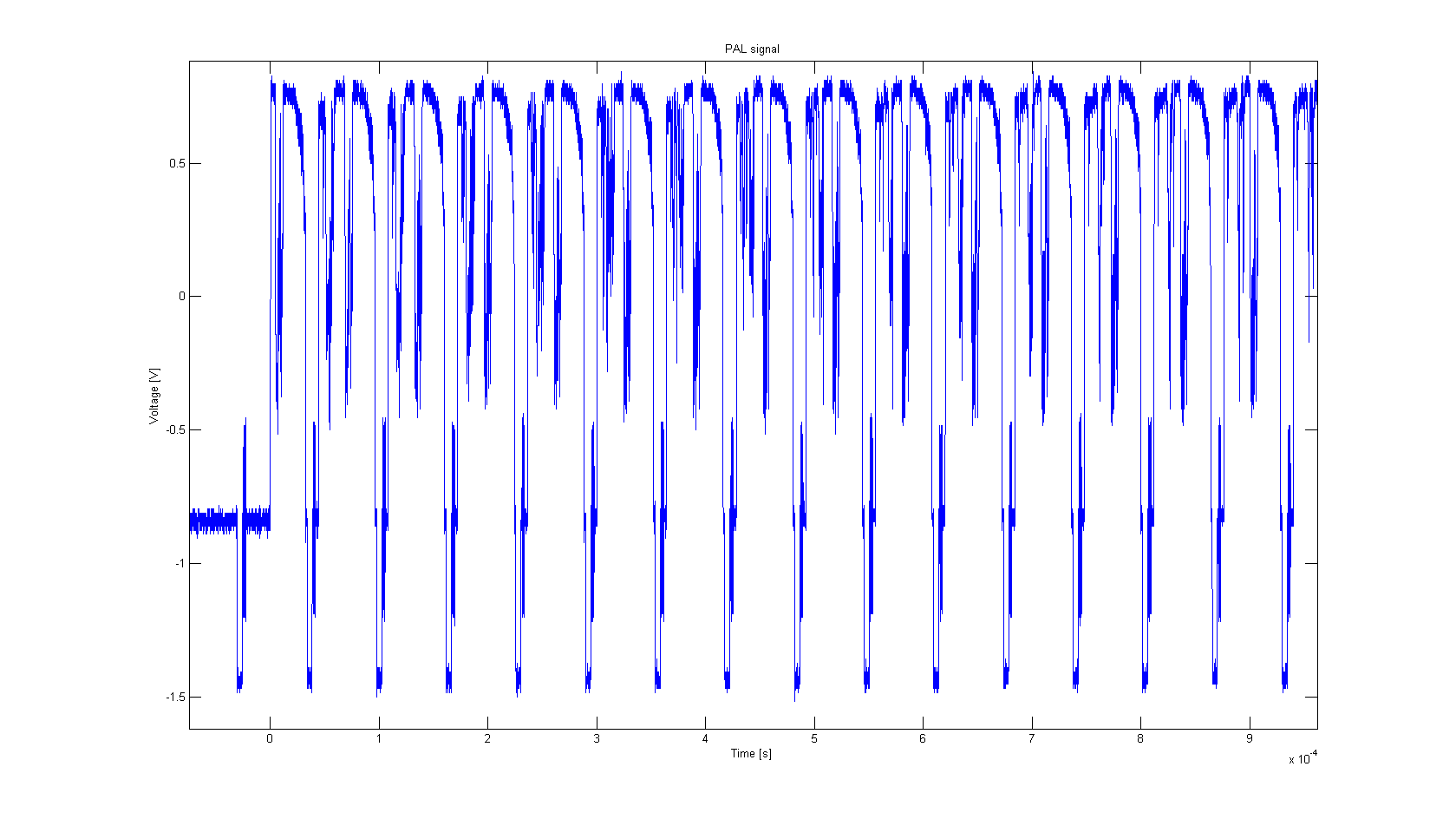
컴포지트 PAL 신호의 오실로그램—여러 줄

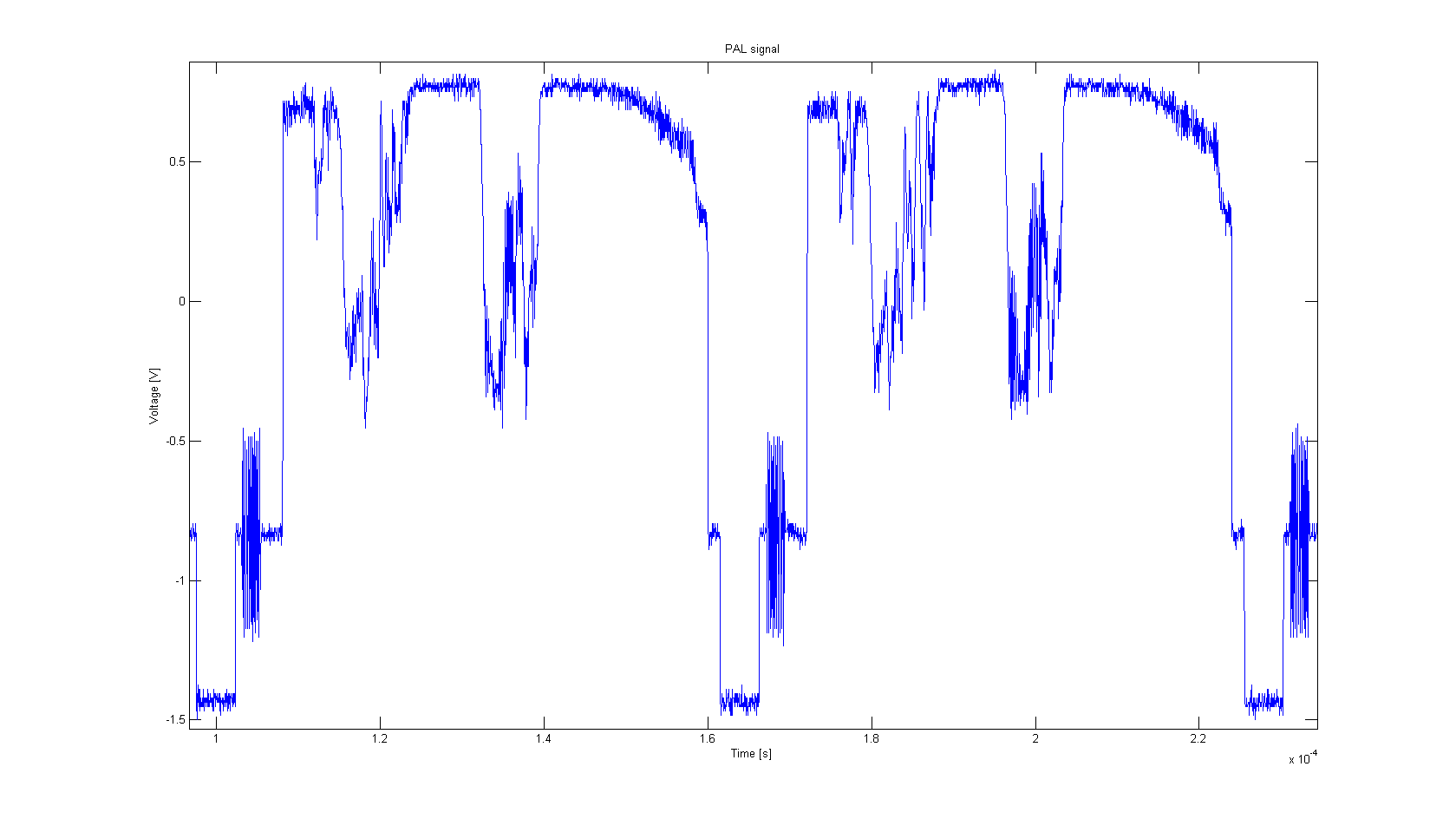
컴포지트 PAL 신호의 오실로그램—두 줄

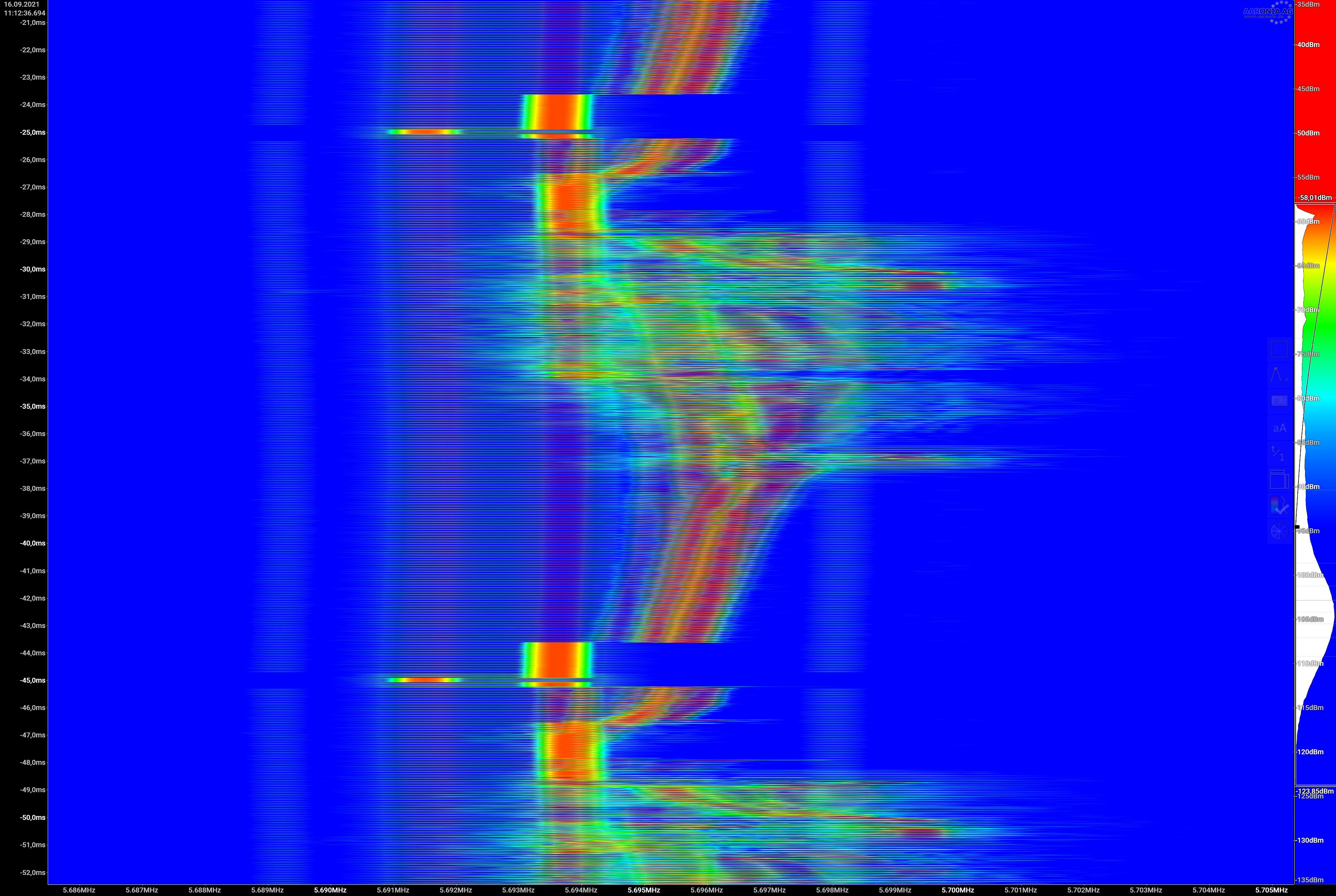
높은 FFT 해상도를 가진 20ms 길이의 비월 주사 방식 PAL 프레임을 보여주는 폭포수 디스플레이

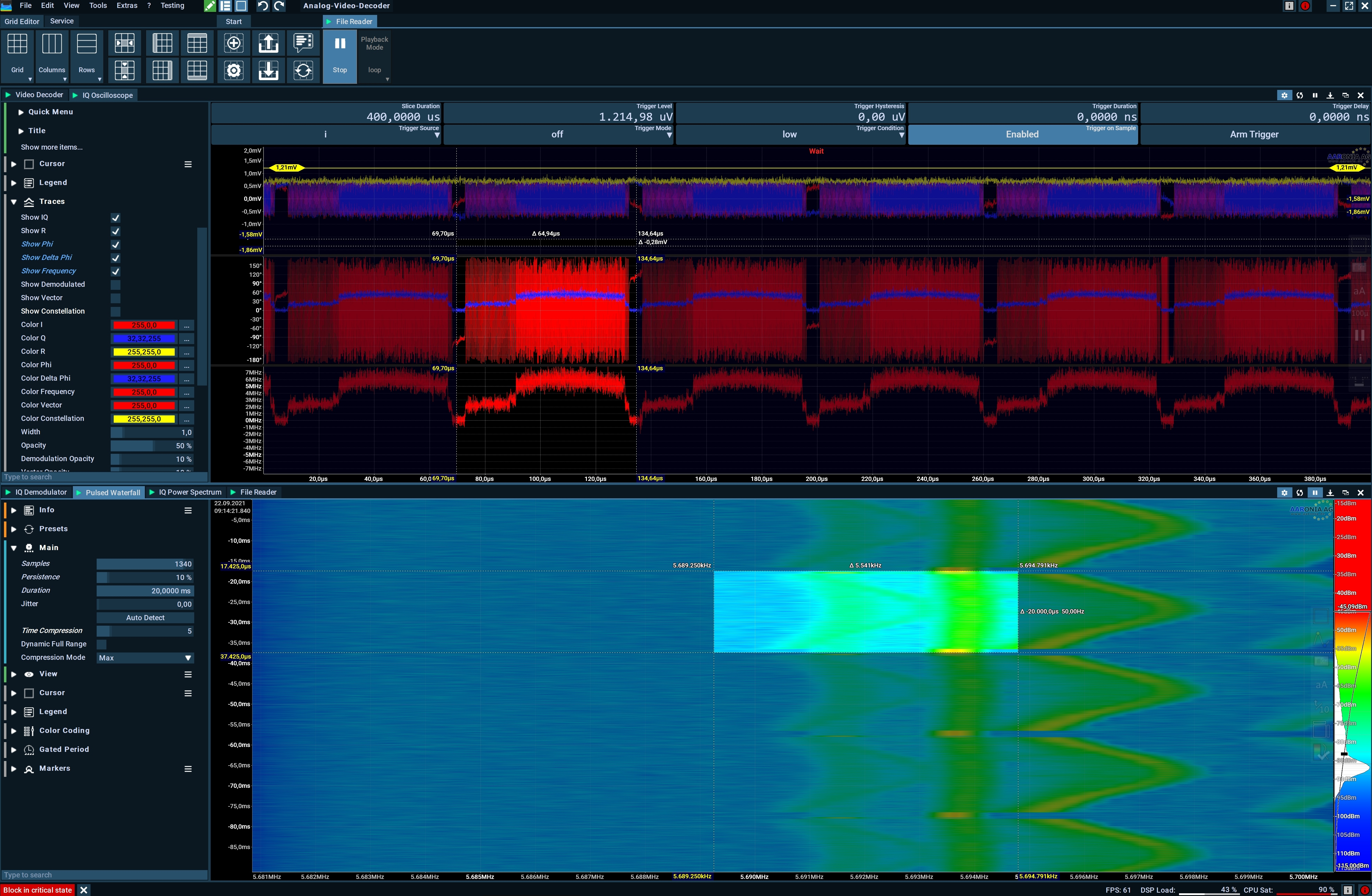
PAL 신호를 분석하고 20ms 프레임과 64 μs 라인을 디코딩하는 모습

색상 반송파의 4.43361875 MHz 주파수는 라인당 283.75개의 색상 클록 주기와 간섭을 피하기 위한 25 Hz 오프셋의 결과이다. 라인 주파수(초당 라인 수)가 15625 Hz(625 라인 × 50 Hz ÷ 2)이므로, 색상 반송파 주파수는 다음과 같이 계산된다: 4.43361875 MHz = 283.75 × 15625 Hz + 25 Hz.
주파수 50 Hz는 움직임의 환상을 만들기 위해 모니터의 선택적 재생 빈도이며, 625 라인은 PAL 시스템이 지원하는 수직선 또는 해상도를 의미한다.
원래의 색상 반송파는 색상 디코더가 색상 차이 신호를 재구성하는 데 필요하다. 반송파는 비디오 정보와 함께 전송되지 않으므로 수신기에서 로컬로 생성되어야 한다. 이 로컬 생성 신호의 위상이 전송된 정보와 일치하도록, 라인 동기 펄스 직후에, 그러나 그림 정보 이전에, 소위 백 포치 동안 10주기 색상 컬러버스트가 비디오 신호에 추가된다. 이 색상 버스트는 실제로는 원래 색상 부반송파와 동위상이 아니지만, 홀수 라인에서는 45 도 앞서고 짝수 라인에서는 45 도 뒤쳐진다. 이 버스트 위상은 색상 디코더 회로가 매 라인마다 반전되는 {\displaystyle R-Y'} 벡터의 위상을 구별할 수 있게 한다.

### PAL 신호 상세 정보
PAL-B/G의 신호 특성은 다음과 같다.
| 매개변수           | 값                        |
| ------------------ | ------------------------- |
| 대역폭             | 5 MHz                     |
| 수평 동기 극성     | 음                        |
| 각 라인의 총 시간  | 64 마이크로초             |
| 프론트 포치 (A)    | 1.65+0.4 −0.1 마이크로초  |
| 동기 펄스 길이 (B) | 4.7±0.20 마이크로초       |
| 백 포치 (C)        | 5.7±0.20 마이크로초       |
| 활성 비디오 (D)    | 51.95+0.4 −0.1 마이크로초 |

(총 수평 동기 시간 12.05 μs)
0.9 μs 후에 10±1 사이클의 2.25±0.23 마이크로초 컬러버스트가 전송된다. 대부분의 상승/하강 시간은 250±50 ns 범위이다. 흰색 레벨에서는 100%, 검은색에서는 30%, 동기에서는 0%의 진폭을 가진다.
CVBS 전기적 진폭은 Vpp 1.0 V이며 임피던스는 75 Ω이다.
수직 타이밍은 다음과 같다.
| 매개변수           | 값                |
| ------------------ | ----------------- |
| 수직 라인          | 312.5 (총 625)    |
| 보이는 수직 라인   | 288 (총 576)      |
| 수직 동기 극성     | 음 (버스트)       |
| 수직 주파수        | 50 Hz             |
| 동기 펄스 길이 (F) | 0.576 ms (버스트) |
| 활성 비디오 (H)    | 18.4 ms           |

(총 수직 동기 시간 1.6 ms)

사운드 반송파와 결합하여 RF 반송파로 변조되기 전 시스템 M 및 N에서 사용되는 컴포지트 비디오(CVBS) 신호

PAL은 인터레이스 방식이므로, 두 개의 필드가 합쳐져 완전한 그림 프레임을 만든다.

#### 색상 측정
ITU가 REC-BT.470에 정의하고 CIE 1931 x,y 좌표를 기반으로 한 PAL 색상 측정법은 다음과 같다.
| 색 공간 | 표준                               | 연도 | 백색점 | 원색 | 원색 | 원색 | 원색 | 원색 | 원색 | 디스플레이 감마 EOTF |
| 색 공간 | 표준                               | 연도 | 백색점 | 빨강 | 빨강 | 녹색 | 녹색 | 파랑 | 파랑 | 디스플레이 감마 EOTF |
| 색 공간 | 표준                               | 연도 | 백색점 | xʀ   | yʀ   | xɢ   | yɢ   | xʙ   | yʙ   | 디스플레이 감마 EOTF |
| ------- | ---------------------------------- | ---- | ------ | ---- | ---- | ---- | ---- | ---- | ---- | -------------------- |
| PAL     | EBU 3213-E, ITU-R BT.470/601 (B/G) | 1970 | D65    | 0.64 | 0.33 | 0.29 | 0.60 | 0.15 | 0.06 | 2.8                  |
| PAL-M   | BT.470-6                           | 1972 | C      | 0.67 | 0.33 | 0.21 | 0.71 | 0.14 | 0.08 | 2.2                  |

추정되는 디스플레이 감마는 2.8로 정의된다. PAL-M 시스템은 NTSC와 유사한 색상 기본값 및 감마 값을 사용한다. 색상은 YUV 색 공간을 사용하여 인코딩된다.
루마 ({\displaystyle E'{\scriptstyle {\text{Y}}}})는 빨강, 초록, 파랑({\displaystyle E'{\scriptstyle {\text{R}}},E'{\scriptstyle {\text{G}}},E'{\scriptstyle {\text{B}}}}) 감마 사전 보정({\displaystyle E'}) 기본 신호에서 파생된다.
- {\displaystyle E'{\scriptstyle {\text{Y}}}=0.299E'{\scriptstyle {\text{R}}}+0.587E'{\scriptstyle {\text{G}}}+0.114E'{\scriptstyle {\text{B}}}}

{\displaystyle E'{\scriptstyle {\text{U}}}} 및 {\displaystyle E'{\scriptstyle {\text{V}}}}는 색차를 전송하는 데 사용된다. 각각의 일반적인 대역폭은 1.3 MHz이다.
- {\displaystyle E'{\scriptstyle {\text{U}}}=0.492(E'{\scriptstyle {\text{B}}}-E'{\scriptstyle {\text{Y}}})}
- {\displaystyle E'{\scriptstyle {\text{V}}}=0.877(E'{\scriptstyle {\text{R}}}-E'{\scriptstyle {\text{Y}}})}

복합 PAL 신호 {\displaystyle =E'{\scriptstyle {\text{Y}}}+E'{\scriptstyle {\text{U}}}\sin(\omega t)+E'{\scriptstyle {\text{V}}}\cos(\omega t)+}타이밍 여기서 {\displaystyle \omega =2\pi F_{SC}}.
PAL-B/D/G/H/I/N의 부반송파 주파수 {\displaystyle F_{SC}}는 4.43361875 MHz (±5 Hz)이다.

## PAL 방송 시스템
PAL 색상 시스템은 일반적으로 프레임당 625라인(576개의 가시 라인, 나머지는 동기 데이터 및 캡션과 같은 다른 정보에 사용됨)과 초당 50개의 비월 주사 필드(초당 25개의 완전 프레임과 호환됨)를 가진 비디오 형식과 함께 사용되며, 이러한 시스템은 B, G, H, I, 그리고 N이다(각 형식의 기술적 세부 사항은 텔레비전 방송 시스템 참조).
이를 통해 비디오 상호 운용성이 보장된다. 그러나 이러한 표준 중 일부(B/G/H, I 및 D/K)는 서로 다른 오디오 반송파 주파수(각각 5.5 MHz, 6.0 MHz 및 6.5 MHz)를 사용하므로, 공중파 또는 케이블을 통해 방송되는 신호를 시청할 때 오디오가 없는 비디오 이미지가 나타날 수 있다. 이전에 시스템 D와 K와 함께 SÉCAM을 사용했던 일부 동유럽 국가들은 비디오 시스템의 다른 측면은 동일하게 유지하면서 PAL로 전환하여 다른 오디오 반송파가 발생했다. 대신 다른 유럽 국가들은 SECAM-D/K에서 PAL-B/G로 완전히 변경했다.
PAL-N 시스템은 다른 사운드 캐리어와 다른 컬러 서브캐리어를 가지고 있으며, 호환되지 않는 PAL 시스템에서 디코딩하면 소리 없는 흑백 이미지가 나타난다.
PAL-M 시스템은 다른 사운드 캐리어와 다른 컬러 서브캐리어를 가지고 있으며, 625라인이나 50프레임/초를 사용하지 않는다. 이는 유럽 신호를 시청할 때 비디오나 오디오가 전혀 나타나지 않게 한다.
|                         | PAL B          | PAL G, H       | PAL I          | PAL D/K, L     | PAL N          | PAL M        |
| ----------------------- | -------------- | -------------- | -------------- | -------------- | -------------- | ------------ |
| 전송 대역               | VHF            | UHF            | VHF/UHF        | VHF/UHF        | VHF/UHF        | VHF/UHF      |
| 필드                    | 50             | 50             | 50             | 50             | 50             | 60           |
| 주사선                  | 625            | 625            | 625            | 625            | 625            | 525          |
| 활성 라인               | 576            | 576            | 576            | 576            | 576            | 480          |
| 채널 대역폭             | 7 MHz          | 8 MHz          | 8 MHz          | 8 MHz          | 6 MHz          | 6 MHz        |
| 비디오 대역폭           | 5.0 MHz        | 5.0 MHz        | 5.5 MHz        | 6.0 MHz        | 4.2 MHz        | 4.2 MHz      |
| 영상/음성 반송파 간격   | 5.5 MHz        | 5.5 MHz        | 6.0 MHz        | 6.5 MHz        | 4.5 MHz        | 4.5 MHz      |
| 색상 부반송파           | 4.43361875 MHz | 4.43361875 MHz | 4.43361875 MHz | 4.43361875 MHz | 3.58205625 MHz | 3.575611 MHz |
| 가정된 수신기 감마 보정 | 2.8            | 2.8            | 2.8            | 2.8            | 2.8            | 2.2          |

### 시스템 A
BBC는 텔레비전 방송 표준 405라인 흑백 시스템(CCIR 시스템 A)을 1985년까지 방송했으며 세 가지 색상 표준 모두를 포함하여 PAL을 테스트했다. 405라인 시스템을 포기하고 625/시스템 I에서만 컬러를 전송하기로 결정하기 전이었다.

### PAL-B/G/D/K/I
많은 국가에서 아날로그 전송을 중단했으므로, 다음 내용은 비디오 레코더와 같이 RF 신호를 출력하는 장치를 사용하는 경우를 제외하고는 더 이상 적용되지 않는다.
PAL을 사용하거나 사용했던 대부분의 국가에서는 초당 625라인, 50필드를 가진 텔레비전 표준을 사용한다. 차이점은 오디오 반송파 주파수와 채널 대역폭에 있다. 변형은 다음과 같다.
- 표준 B/G는 서유럽 대부분, 구 유고슬라비아, 남아시아, 태국, 오스트레일리아, 뉴질랜드에서 사용된다.
- 표준 I는 영국, 아일랜드, 홍콩, 남아프리카 공화국, 마카오에서 사용된다.
- 표준 D/K는 (일반적으로 SECAM과 함께) 중앙 및 동유럽 대부분과 중국 본토에서 사용된다.

시스템 B와 G는 유사하다. 시스템 B는 7 MHz 채널 대역폭을 지정하고, 시스템 G는 8 MHz 채널 대역폭을 지정한다. 오스트레일리아와 중국은 각각 VHF 및 UHF 채널에 시스템 B와 D를 사용했다. 마찬가지로 시스템 D와 K는 사용 대역을 제외하고는 유사하다. 시스템 D는 VHF에서만 사용되는 반면, 시스템 K는 UHF에서만 사용된다. 시스템 I는 두 대역 모두에서 사용되지만, 영국에서는 UHF에서만 사용되었다.

### PAL-L
PAL-L (CCIR 시스템 L 방송 시스템이 적용된 위상 교대 라인) 표준은 PAL-B/G/H와 동일한 비디오 시스템(625라인, 50Hz 필드율, 15.625kHz 라인율)을 사용하지만, 5.5MHz 대신 6MHz의 더 넓은 비디오 대역폭을 가지며 오디오 부반송파를 6.5MHz로 이동한다. PAL-L에는 System L 채널 간격을 유지하기 위해 8MHz 채널 간격이 사용된다.

### PAL-N (아르헨티나,파라과이및우루과이)
PAL-N 표준은 아르헨티나에서 100 ME/76호 결의안을 통해 제정되었으며, 이는 국가 색상 표준에 대한 연구 위원회 설립을 결정했다. 이 위원회는 CCIR 시스템 N 하에 PAL을 사용할 것을 권고했고, 이는 파라과이와 우루과이도 사용했다. 이는 PAL-B/G, D/K, H, I의 625라인/50필드 파형을 사용하지만, NTSC (910/4*H)와 유사한 3.582056 MHz (917/4*H)의 색차 부반송파 주파수를 가진 6 MHz 채널에서 사용한다. 스튜디오 제작 수준에서는 표준 PAL 카메라 및 장비가 사용되었으며, 비디오 신호는 방송을 위해 PAL-N으로 변환되었다. 이를 통해 625라인, 초당 50프레임 비디오를 6 MHz 채널에서 방송할 수 있으며, 수평 해상도는 약간 손실된다.

### PAL-M (브라질)
브라질에서는 PAL이 CCIR 시스템 M의 525 라인, 60 필드/초와 함께 사용되며, (거의) NTSC 색상 부반송파 주파수를 사용한다. PAL-M의 정확한 색상 부반송파 주파수는 3.575611 MHz 또는 시스템 M의 수평 스캔 주파수의 227.25배이다. 시스템 M을 사용하는 거의 모든 다른 국가에서는 NTSC를 사용한다.
PAL 색상 시스템(기저대역 또는 모든 RF 시스템, PAL-M과 달리 일반적인 4.43 MHz 부반송파 사용)은 NTSC와 유사한 525라인 그림에 적용되어 종종 "PAL 60"(때로는 "PAL 60/525", "Quasi-PAL" 또는 "Pseudo PAL")으로 알려진다. PAL-M(방송 표준)은 그러나 "PAL 60"(비디오 재생 시스템—아래 참조)과 혼동해서는 안 된다.

## 가정용 장치

### 다중 시스템 TV
1990년대 이후에 제조된 PAL 텔레비전 수신기는 일반적으로 PAL-M 및 PAL-N을 제외한 모든 PAL 변형을 디코딩할 수 있다. 이러한 수신기 중 다수는 동유럽 및 중동 SECAM도 수신할 수 있지만, 프랑스 방송 SECAM은 거의 수신할 수 없다(프랑스는 준독점적인 양수 비디오 변조, 시스템 L을 사용했기 때문). 일반(비방송) CVBS 또는 S-비디오 SECAM 신호는 올바르게 표시된다. 또한 많은 수신기는 VCR 또는 게임 콘솔과 같은 기저 대역 NTSC-M과 PAL 표준 오디오 부반송파를 가진 RF 변조 NTSC(변조기로부터)를 수신할 수 있지만, 일반적으로 방송 NTSC는 수신하지 못한다(4.5 MHz 오디오 부반송파가 지원되지 않기 때문). 많은 세트는 4.43 MHz 색상 부반송파를 가진 NTSC도 지원한다(다음 섹션의 PAL 60 참조).

### VHS 및 DVD 플레이어
PAL-N 또는 PAL-B/G, D/K, H, 또는 I 방송에서 녹화된 VHS 테이프는 구분이 불가능하다. 테이프에 다운변환된 부반송파가 동일하기 때문이다. 유럽에서 TV로 녹화되거나 출시된 VHS는 아르헨티나, 파라과이, 우루과이의 모든 PAL-N VCR 및 PAL-N TV에서 컬러로 재생된다. 마찬가지로, 아르헨티나, 파라과이, 우루과이에서 PAL-N TV 방송으로 녹화된 모든 테이프는 PAL을 사용하는 유럽 국가(및 호주/뉴질랜드 등)로 보낼 수 있으며 컬러로 표시된다. 이는 러시아 및 다른 SECAM 국가에서도 성공적으로 재생되는데, 소련이 1985년에 PAL 호환성을 의무화했기 때문이다. 이는 비디오 수집가들에게 매우 편리한 것으로 입증되었다.
아르헨티나, 파라과이, 우루과이 사람들은 보통 PAL-N 외에도 NTSC-M을 표시할 수 있는 TV 세트를 소유하고 있다. 다이렉TV도 북미, 중남미를 위해 NTSC-M으로 편리하게 방송한다. 아르헨티나, 파라과이, 우루과이에서 판매되는 대부분의 DVD 플레이어도 PAL 디스크를 재생할 수 있지만, 이는 보통 유럽 버전(색상 부반송파 주파수 4.433618 MHz)으로 출력되므로, PAL-N만 작동하는 TV 세트(대부분 NTSC-M 포함)를 소유한 사람들은 해당 PAL DVD 수입품을 흑백으로 시청해야 한다(SCART RGB를 지원하지 않는 한) TV 세트의 색상 부반송파 주파수는 PAL-N 변형인 3.582056 MHz이기 때문이다.
VHS 또는 DVD 플레이어가 PAL(PAL-N 아님)로 작동하고 TV 세트가 PAL-N(PAL 아님)으로 작동하는 경우 두 가지 옵션이 있다.
- 이미지를 흑백으로 볼 수 있거나,
- 색상을 보기 위해 저렴한 트랜스코더 (PAL -> PAL-N)를 구입할 수 있다.

일부 DVD 플레이어(일반적으로 덜 알려진 브랜드)에는 내부 트랜스코더가 포함되어 있으며 신호는 NTSC-M으로 출력될 수 있다. 625/50 PAL DVD에서 NTSC-M 525/60 출력 형식으로 표준 변환으로 인해 비디오 품질이 일부 손실된다. 아르헨티나, 파라과이, 우루과이에서 판매되는 소수의 DVD 플레이어는 NTSC-M, PAL, 또는 PAL-N 신호 출력을 허용한다. 이 경우, PAL 디스크(유럽에서 수입됨)는 필드/라인 변환이 없으므로 PAL-N TV에서 재생될 수 있으며, 품질은 일반적으로 우수하다.
시청자가 표준 PAL (625/50 Hz) 컬러 TV를 사용하거나 다중 시스템 TV 세트를 통해 PAL-N 녹화를 유연하게 즐길 수 있도록 하는 일부 특수 VHS 비디오 레코더를 사용할 수 있다. Panasonic NV-W1E (미국용 AG-W1), AG-W2, AG-W3, NV-J700AM, Aiwa HV-M110S, HV-M1U, Samsung SV-4000W 및 SV-7000W와 같은 비디오 레코더는 디지털 TV 시스템 변환 회로를 갖추고 있다.

### PAL 60
1990년대 이후 유럽에서 판매된 많은 비디오카세트 레코더는 NTSC 테이프를 재생할 수 있다. 이 모드에서 작동할 때 대부분의 VCR은 진정한 (625/50) PAL 신호를 출력하지 않고, 원본 NTSC 라인 표준 (525/60)에 색상을 PAL 4.43 MHz (NTSC 및 PAL-M처럼 3.58 대신)로 변환한 하이브리드 신호를 출력한다. 이를 "PAL 60" (또한 "준 PAL" 또는 "가짜 PAL")이라고 부르며, "60"은 50 Hz (625/25용) 대신 60 Hz (525/30용)를 의미한다.
일부 비디오 게임 콘솔도 이 모드로 신호를 출력한다. 드림캐스트는 대부분의 게임이 NTSC처럼 풀 스피드로 경계선 없이 플레이할 수 있도록 PAL 60을 개척했다. 엑스박스와 게임큐브도 플레이스테이션 2와 달리 PAL 60을 지원한다. 플레이스테이션 2는 실제로 진정한 PAL 60 모드를 제공하지 않았다. 많은 플레이스테이션 2 게임이 "PAL 60" 모드를 옵션으로 제공했지만, 콘솔은 60 Hz 작동 시 실제로 NTSC 신호를 생성했다.
대부분의 최신 텔레비전 세트는 "PAL 60" 신호를 올바르게 표시할 수 있지만, 일부는 흑백으로만 표시되거나(전혀 표시되지 않거나) 화면 하단에 깜박임/접힘이 발생하거나 화면이 굴러가는 현상이 나타날 수 있다(그러나 많은 구형 TV 세트는 V-Hold 및 V-Height 노브를 조절하여(노브가 있는 경우) 화면을 제대로 표시할 수 있다). 일부 TV 튜너 카드 또는 비디오 캡처 카드는 이 모드를 지원한다(소프트웨어/드라이버 수정이 필요할 수 있으며 제조업체 사양이 불분명할 수 있음에도).
일부 DVD 플레이어는 NTSC 디스크에 대해 PAL과 NTSC 출력 중 선택을 제공한다.

## PAL 대 NTSC
PAL은 일반적으로 NTSC의 480라인에 비해 576개의 가시 라인을 가지고 있어 PAL이 20% 더 높은 해상도를 가지며, 실제로 선명 텔레비전 표준(852x480)보다도 높은 해상도를 가진다. PAL 및 NTSC에 대한 대부분의 TV 출력은 인터레이스 프레임을 사용하는데, 이는 짝수 라인이 한 필드에서 업데이트되고 홀수 라인이 다음 필드에서 업데이트된다는 의미이다. 인터레이스 프레임은 절반의 프레임 레이트로 더 부드러운 움직임을 제공한다. NTSC는 일반적으로 60i 또는 30p의 프레임 레이트와 함께 사용되는 반면 PAL은 일반적으로 50i 또는 25p를 사용한다. 둘 다 유동적인 움직임의 환상을 제공하기에 충분히 높은 프레임 레이트를 사용한다. 이는 NTSC가 일반적으로 유틸리티 주파수가 60 Hz인 국가에서 사용되고 PAL이 50 Hz인 국가에서 사용되기 때문이지만, 많은 예외가 있다.
PAL과 NTSC는 모두 초당 24프레임을 사용하는 영화보다 높은 프레임 레이트를 가진다. PAL은 영화와 더 가까운 프레임 레이트를 가지고 있으므로, 대부분의 영화는 PAL 시스템에서 재생하기 위해 4% 더 빠르게 재생되어 영화의 상영 시간을 단축하고, 조절하지 않으면 오디오 트랙의 음 높이가 크게 올라간다. NTSC용 영화 변환은 대신 3:2 풀 다운을 사용하여 영화의 24프레임을 60개의 인터레이스 필드에 걸쳐 분산시킨다. 이는 영화의 상영 시간을 유지하고 원본 오디오를 보존하지만, 빠른 움직임 중에 더 나쁜 인터레이스 아티팩트와 저더를 유발할 수 있다.
NTSC 수신기는 색상 보정을 수동으로 수행하기 위한 색상 제어 장치를 가지고 있다. 이것이 올바르게 조정되지 않으면 색상이 잘못될 수 있다. PAL 표준은 위상 반전을 통해 색상 오류를 자동으로 상쇄하므로 색상 제어 장치가 필요 없지만 채도 제어가 더 유용할 수 있다. PAL 시스템의 색차 위상 오류는 1H 지연선을 사용하여 상쇄되어 채도가 낮아지는데, 이는 NTSC 색상 오류보다 눈에 띄지 않는다.
그러나 색상 정보의 교대 현상인 하노버 바는 디코더 회로가 잘못 정렬되거나 초기 설계의 단순화된 디코더(일반적으로 로열티 제한을 극복하기 위함)를 사용하는 경우 PAL 시스템에서도 극심한 위상 오류가 있는 그림에 화면 노이즈를 유발할 수 있다. 이러한 현상은 일반적으로 전송 경로가 좋지 않을 때, 특히 건축물이 밀집된 지역이나 지형이 불리한 지역에서 관찰된다. VHF 신호가 더 견고한 경향이 있으므로 UHF 신호에서 더 눈에 띈다. 대부분의 경우 이러한 극심한 위상 변화는 발생하지 않는다.
PAL과 NTSC는 약간 다른 색 공간을 가지고 있지만, 여기서 색상 디코더의 차이는 무시된다.
영화 및 TV 방송 외에도 비디오 게임 컨텍스트에서 PAL과 NTSC의 차이는 매우 극적이었다. 비교하자면, NTSC 표준은 초당 60 필드/30 프레임인 반면 PAL은 초당 50 필드/25 프레임이다. 타이밍 문제나 비현실적인 코드 변경을 피하기 위해 게임은 약 16.7% 느려졌다. 이로 인해 PAL 지역으로 포팅된 게임은 특히 PAL 표준에 제대로 최적화되지 않은 경우 NTSC 게임에 비해 속도와 프레임 레이트가 떨어진다는 역사적 오명을 안고 있다.
일본/미국(NTSC) 개발자들이 초당 30프레임으로 렌더링하고 인코딩한 풀 모션 비디오는 PAL 출시를 위해 종종 초당 25프레임으로 다운샘플링되거나 초당 50프레임 비디오로 간주되었다. 이는 주로 3:2 풀 다운 방식을 통해 이루어졌으며, 결과적으로 움직임에 저더가 발생했다. 또한, PAL의 증가된 해상도는 변환 과정에서 전혀 활용되지 않는 경우가 많아 화면 위아래에 경계선이 생겨 14:9 레터박스와 유사한 의사-레터박스 효과가 발생했다. 이는 경계선으로 인한 잘못된 화면 비율 때문에 그래픽이 약간 찌그러져 보이게 한다.
이러러한 관행은 이전 세대, 특히 2D 그래픽이 일반적이었던 8비트 및 16비트 비디오 게임 시대에 만연했다. 세가 제네시스(메가 드라이브)의 오리지널 소닉 더 헤지혹과 같이 속도에 중점을 둔 많은 게임의 게임 플레이는 PAL 버전에서 저하되었다.
6세대 비디오 게임부터 게임 콘솔은 PAL 지역으로 이식된 게임에서 진정한 60Hz 모드를 제공하기 시작했다. 드림캐스트는 최초로 진정한 "PAL 60" 모드를 제공했으며, PAL 지역을 위해 만들어진 시스템용 게임 중 상당수가 "PAL 60" 모드를 사용하여 속도와 프레임 레이트 측면에서 NTSC 버전과 거의 동등했다. 엑스박스와 게임큐브도 해당 지역을 위해 만들어진 게임에서 "PAL 60" 모드를 지원했다. 유일한 예외는 플레이스테이션 2였는데, PAL 지역으로 이식된 게임은 종종(항상은 아니지만) 50Hz 모드로 실행되었다. 플레이스테이션 2용 60Hz 모드를 지원하는 PAL 지역 게임은 NTSC 또는 PAL 색상 인코딩이 필요 없는 RGB 또는 컴포넌트 연결을 사용하지 않는 한 NTSC 출력을 가진 디스플레이도 필요했다. 그렇지 않으면 게임은 PAL 전용 디스플레이에서 흑백으로 표시되었다.
PAL 지역 비디오 게임과 일반적으로 관련된 문제는 브라질에서 사용되는 PAL-M 표준에서는 반드시 발생하지 않는다. 이는 PAL-M의 비디오 시스템이 NTSC와 동일한 가시선 수와 주사율을 사용하지만, CCIR 시스템 M 방송 텔레비전 시스템과 함께 사용하기 위해 변형된 약간 다른 색상 인코딩 주파수를 기반으로 하기 때문이다.

## PAL 대 SECAM
SÉCAM 특허는 PAL 특허보다 몇 년 앞선다(1956년 대 1962년). 발명가인 앙리 드 프랑스는 알려진 NTSC 색상 문제에 대한 해답을 찾다가 두 유럽 시스템 모두에 기본이 될 아이디어를 생각해냈다. 즉:
1. 두 개의 연속된 TV 라인에 있는 색상 정보는 매우 유사하며, 인식되는 시각적 품질에 심각한 영향을 미 미치지 않고 수직 해상도를 절반으로 줄일 수 있다.
2. 하나의 TV 라인 대신 두 개의 TV 라인에 정보를 분산시켜 더 견고한 색상 전송을 달성할 수 있다.
3. 지연선을 사용하여 두 TV 라인의 정보를 재결합할 수 있다.

SECAM은 이러한 원리를 적용하여 각 TV 라인에서 U 및 V 구성 요소 중 하나만 번갈아 전송하고, 다른 하나는 지연선에서 가져온다. QAM은 필요하지 않으며, 추가적인 견고성을 위해 부반송파의 주파수 변조가 대신 사용된다(U 및 V의 순차 전송은 훨씬 나중에 유럽의 마지막 "아날로그" 비디오 시스템인 MAC 표준에서 재사용될 예정이었다).
SECAM은 색상 및 채도 오류가 없다. 색상 버스트와 색차 신호 간의 위상 변화에 민감하지 않으며, 이러한 이유로 테이프 속도 변동이 다른 시스템에 문제를 일으킬 수 있는 초기 컬러 비디오 녹화 시도에 때때로 사용되었다. 수신기에서는 석영 크리스탈(당시에는 값비싼 부품)이 필요하지 않았으며 일반적으로 더 낮은 정확도의 지연선 및 부품으로도 작동할 수 있었다.
SECAM 전송은 NTSC 또는 PAL보다 장거리에서 더 강력하다. 그러나 FM 특성으로 인해 색상 신호는 이미지의 흑백 부분에서도 감소된 진폭으로 계속 존재하므로 더 강한 크로스 컬러의 영향을 받는다.
스튜디오 작업에 있어 한 가지 심각한 단점은 두 SECAM 신호를 추가해도 유효한 색상 정보가 생성되지 않는다는 점이다. 이는 주파수 변조를 사용하기 때문이다. 적절한 믹싱을 위해 FM을 복조하고 AM으로 처리한 다음 최종적으로 FM으로 재변조해야 했으며, 이는 복잡성과 신호 저하를 초래했다. 후기에는 컴포넌트 및 디지털 장비의 광범위한 사용으로 인해 더 이상 문제가 되지 않았다.
PAL은 지연선 없이 작동할 수 있지만(PAL-S), "가난한 사람의 PAL"이라고도 불리는 이 구성은 화질 면에서 SECAM에 필적할 수 없었다. 같은 수준에서 경쟁하기 위해 위에서 설명한 주요 아이디어를 활용해야 했고, 그 결과 PAL은 SECAM에 라이선스 비용을 지불해야 했다. 수년 동안 이는 SECAM 특허로 거둬들인 약 5억 프랑(초기 연구 투자액 1억 프랑)에 상당한 기여를 했다.
따라서 PAL은 신호 구조는 NTSC에 가깝지만, 디코딩은 SECAM에서 많은 부분을 차용한 하이브리드 시스템으로 볼 수 있다.
프랑스 819라인 형식(시스템 E)으로 색상을 사용하는 초기 사양은 있었다. 그러나 "SECAM E"는 개발 단계에서만 존재했다. 실제 배포는 625라인 형식을 사용했다. 이로 인해 유럽에서 PAL과 SECAM 간의 쉬운 교환 및 변환이 가능해졌다. 점점 더 많은 수신기 및 VCR이 두 표준과 호환되면서, 일반적인 디코딩 단계 및 구성 요소의 도움으로 변환이 필요하지 않은 경우도 많았다. SCART 플러그가 표준이 되면서 RGB를 입력으로 받아들일 수 있게 되어 모든 색상 코딩 형식의 특이성을 효과적으로 우회했다.
가정용 VCR의 경우 모든 비디오 표준은 "컬러 언더" 형식을 사용한다. 색상은 비디오 스펙트럼의 고주파수에서 추출되어 테이프에서 사용 가능한 스펙트럼의 하단 부분으로 이동한다. 그런 다음 루마는 색상 주파수 범위 위에 남아 있는 부분을 사용한다. 이는 일반적으로 PAL(및 NTSC)의 경우 헤테로다이닝을 통해 수행된다. 그러나 SECAM의 색상의 FM 특성으로 인해 더 저렴한 방법이 가능하다: 부반송파 주파수를 4로 나누는 것(그리고 재생 시 곱하는 것). 이것이 프랑스에서 SECAM VHS 녹화의 표준이 되었다. 다른 대부분의 국가에서는 PAL 또는 NTSC와 동일한 헤테로다이닝 프로세스를 계속 사용했으며 이를 MESECAM 녹화라고 한다(PAL과 SECAM 방송을 모두 사용하는 일부 중동 국가에서 더 편리했기 때문).
색상 관리의 또 다른 차이점은 테이프의 연속 트랙 간 근접성과 관련이 있는데, 이는 PAL에서 색도 크로스토크의 원인이 된다. 이 문제를 극복하기 위해 한 라인에서 다음 라인으로 90° 색도 위상 편이의 주기적인 시퀀스가 사용된다. SECAM에서는 FM이 충분한 보호 기능을 제공하므로 이는 필요하지 않다.
초기(아날로그) 비디오 디스크에 관해서는, 확립된 레이저디스크 표준은 NTSC와 PAL만을 지원했다. 그러나 다른 광학 디스크 형식인 톰슨 투과형 광학 디스크가 잠시 시장에 나타났다. 어느 시점에, 이는 수정된 SECAM 신호(3.6 MHz에서 단일 FM 부반송파)를 사용했다. 이 매체의 유연하고 투과적인 재료는 디스크를 뒤집지 않고도 양면에 직접 접근할 수 있도록 했으며, 이는 약 15년 후 다층 DVD에서 다시 나타난 개념이었다.

## PAL을 사용했거나 사용 중인 국가 및 지역
아래는 PAL 시스템을 사용했거나 사용 중인 국가 및 지역 목록이다. 이들 중 상당수는 PAL을 DVB-T (대부분의 국가), DVB-T2 (대부분의 국가), 디지털 지상파 멀티미디어 방송 (중화인민공화국, 홍콩, 마카오) 또는 ISDB-Tb (스리랑카, 몰디브, 보츠와나, 브라질, 아르헨티나, 파라과이, 우루과이)로 변환했거나 변환 중이다.
1998년 PAL 사용자 유산 목록은 Recommendation ITU-R BT.470-6 - Conventional Television Systems, Annex 1의 Appendix 1에서 확인할 수 있다.

### PAL B, D, G, H, K 또는 I를 사용하는 국가
- 아프가니스탄 (SECAM 사용)[31]
- 알제리
- 앙골라[31]
- 아르메니아
- 바레인 (DVB-T 도입 평가 중)[31]
- 부탄[31]
- 보츠와나[31]
- 영국령 인도양 지역[31]
- 카메룬[31]
- 카보베르데[31]
- 크리스마스섬
- 코모로
- 쿡 제도 (뉴질랜드 참조)
- 지부티[31]
- 적도 기니[31]
- 에리트레아[31]
- 에스와티니[31]
- 에티오피아[31]
- 포클랜드 제도 (UHF 전용)[31]
- 피지
- 감비아[31]
- 기니비사우[31]
- 이라크[31] (DVB-T 도입 평가 중)
- 요르단[32] (DVB-T 도입 평가 중)
- 키리바시[31]
- 쿠웨이트[31]
- 라오스 (과거 PAL-M 실험)[31]
- 레바논 (레바논 채널은 PAL 사용)
- 레소토[31]
- 라이베리아[31]
- 리비아
- 말라위[31]
- 몰디브[31]
- 모리셔스
- 모잠비크[31]
- 미얀마[31] (비공식적으로, 지상파가 아닌 경우에만)
- 나우루[31]
- 네팔[31]
- 니우에[31]
- 노퍽섬 (호주 참조)
- 조선민주주의인민공화국 (1990년대까지 SECAM 사용)[31]
- 오만 (DVB-T 도입 평가 중)[31]
- 팔레스타인 (DVB-T 도입 평가 중)
- 파푸아뉴기니
- 세인트헬레나 어센션 트리스탄다쿠냐 (BFBS에서 두 가지 PAL-I 아날로그 TV 서비스 운영)
- 사모아[31]
- 상투메 프린시페
- 세이셸[31]
- 시에라리온[31]
- 솔로몬 제도
- 소말리아[31]
- 남아프리카 공화국 (DVB-T 동시 방송)
- 남수단
- 스리랑카[31]
- 수단[31]
- 시리아 (SECAM과 함께)[31]
- 동티모르
- 통가[31] (DVB-T 동시 방송)
- 튀르키예
- 투발루[31]
- 우간다[31]
- 바누아투[31]
- 예멘[31] (DVB-T 도입 평가 중)
- 짐바브웨[31]

### PAL-M
- 브라질[a]

### PAL-N
- 아르헨티나[b]
- 파라과이 (ISDB-Tb 동시 방송)
- 우루과이 (ISDB-Tb 동시 방송)

### PAL 사용을 중단한 국가 및 지역
다음 국가 및 지역은 더 이상 지상파 방송에 PAL을 사용하지 않으며, PAL에서 DVB-T/T2, DTMB 또는 ISDB-T로 전환한다.
| 국가                  | 전환 대상                  | 전환 완료일      |
| --------------------- | -------------------------- | ---------------- |
| 알바니아              | DVB-T2                     | 2019년 10월 1일  |
| 안도라                | DVB-T                      | 2007년 9월 25일  |
| 오스트레일리아        | DVB-T                      | 2013년 12월 10일 |
| 오스트리아            | DVB-T and DVB-T2           | 2011년 6월 7일   |
| 아제르바이잔          | DVB-T                      | 2015년 6월 17일  |
| 방글라데시            | DVB-T                      | 2024년 11월 30일 |
| 벨기에                | DVB-T                      | 2010년 3월 1일   |
| 보스니아 헤르체고비나 | DVB-T                      | 2024년 12월 31일 |
| 브루나이              | DVB-T                      | 2015년 1월 1일   |
| 불가리아              | DVB-T                      | 2013년 9월 30일  |
| 캄보디아              | DVB-T2                     | 2015년 1월 1일   |
| 중국                  | DTMB                       | 2021년 3월 31일  |
| 크로아티아            | DVB-T2                     | 2020년 11월 12일 |
| 키프로스              | DVB-T                      | 2011년 7월 1일   |
| 체코                  | DVB-T and DVB-T2           | 2012년 6월 30일  |
| 덴마크                | DVB-T and DVB-T2           | 2009년 11월 1일  |
| 이집트                | DVB-T                      | 2024년 9월 30일  |
| 에스토니아            | DVB-T                      | 2010년 7월 1일   |
| 페로 제도             | DVB-T                      | December 2002    |
| 핀란드                | DVB-T and DVB-T2           | 2007년 9월 1일   |
| 조지아                | DVB-T                      | 2015년 7월 1일   |
| 독일                  | DVB-T and DVB-T2           | 2009년 6월 4일   |
| 가나                  | DVB-T2                     | June 2015        |
| 그리스                | DVB-T                      | 2015년 2월 6일   |
| 지브롤터              | DVB-T                      | 2012년 12월 31일 |
| 건지섬                | DVB-T                      | 2010년 11월 17일 |
| 홍콩                  | DTMB                       | 2020년 12월 1일  |
| 헝가리                | DVB-T and DVB-T2           | 2013년 10월 31일 |
| 아이슬란드            | DVB-T and DVB-T2           | 2015년 2월 2일   |
| 인도                  | DVB-T                      | 2015년 3월 31일  |
| 인도네시아            | DVB-T2                     | 2023년 8월 12일  |
| 이란                  | DVB-T                      | 2014년 12월 19일 |
| 아일랜드              | DVB-T                      | 2012년 10월 24일 |
| 맨섬                  | DVB-T                      | 2012년 10월 24일 |
| 이스라엘              | DVB-T and DVB-T2           | 2011년 6월 13일  |
| 이탈리아              | DVB-T                      | 2012년 7월 4일   |
| 저지섬                | DVB-T                      | 2010년 11월 17일 |
| 케냐                  | DVB-T                      | March 2015       |
| 라트비아              | DVB-T                      | 2010년 6월 1일   |
| 리투아니아            | DVB-T                      | 2012년 10월 29일 |
| 룩셈부르크            | DVB-T                      | 2006년 9월 1일   |
| 마카오                | DTMB                       | 2023년 6월 30일  |
| 북마케도니아          | DVB-T                      | 2013년 5월 31일  |
| 말레이시아            | DVB-T2                     | 2019년 10월 31일 |
| 몰타                  | DVB-T                      | 2011년 10월 31일 |
| 모나코                | DVB-T                      | 2011년 5월 24일  |
| 몰도바                | DVB-T                      | 2024년 12월 31일 |
| 몽골                  | DVB-T                      | 2024년 12월 20일 |
| 몬테네그로            | DVB-T                      | 2015년 6월 17일  |
| 나미비아              | DVB-T                      | 2014년 9월 13일  |
| 네덜란드              | DVB-T                      | 2006년 12월 14일 |
| 뉴질랜드              | DVB-T                      | 2013년 12월 1일  |
| 나이지리아            | DVB-T                      | 2024년 12월 15일 |
| 노르웨이              | DVB-T                      | December 2009    |
| 폴란드                | DVB-T2                     | 2013년 7월 23일  |
| 포르투갈              | DVB-T                      | 2012년 4월 26일  |
| 카타르                | DVB-T and DVB-T2           | 2012년 2월 13일  |
| 루마니아              | DVB-T2                     | 2016년 12월 31일 |
| 르완다                | DVB-T                      | March 2014       |
| 산마리노              | DVB-T                      | 2010년 12월 2일  |
| 사우디아라비아        | DVB-T and DVB-T2           | 2012년 2월 13일  |
| 세르비아              | DVB-T2                     | 2015년 6월 7일   |
| 싱가포르              | DVB-T2                     | 2019년 1월 2일   |
| 슬로바키아            | DVB-T                      | 2012년 12월 31일 |
| 슬로베니아            | DVB-T                      | 2010년 12월 1일  |
| 스페인                | DVB-T and DVB-T2           | 2010년 4월 3일   |
| 스웨덴                | DVB-T and DVB-T2           | 2007년 10월 29일 |
| 스위스                | DVB-T                      | 2007년 11월 26일 |
| 탄자니아              | DVB-T                      | July 2014        |
| 태국                  | DVB-T2                     | 2020년 3월 26일  |
| 우크라이나            | DVB-T and DVB-T2           | 2016년 12월 31일 |
| 아랍에미리트          | DVB-T and DVB-T2           | 2012년 2월 13일  |
| 영국                  | DVB-T (SD) and DVB-T2 (HD) | 2012년 10월 24일 |
| 베트남                | DVB-T2                     | 2020년 12월 28일 |
| 잠비아                | DVB-T2                     | 2014년 12월 31일 |

## 같이 보기
- PAL 지역
- NTSC
- SÉCAM